# Ороно (Минесота)
Ороно (енгл. Orono) град је у америчкој савезној држави Минесота.

## Демографија
По попису из 2010. године број становника је 7.437, што је 101 (-1,3%) становника мање него 2000. године.
| Група             | 2000.         | 2010.         |
| Белци             | 7.322 (97,1%) | 7.093 (95,4%) |
| Афроамериканци    | 20 (0,3%)     | 33 (0,4%)     |
| Азијати           | 71 (0,9%)     | 82 (1,1%)     |
| Хиспаноамериканци | 65 (0,9%)     | 125 (1,7%)    |
| Укупно            | 7.538         | 7.437         |